# Hilarianus suboblongus
Hilarianus suboblongus är en skalbaggsart som beskrevs av Blanchard 1851. Hilarianus suboblongus ingår i släktet Hilarianus och familjen Melolonthidae. Inga underarter finns listade i Catalogue of Life.